# Morzine
Morzine je francouzská obec v departementu Horní Savojsko v regionu Auvergne-Rhône-Alpes. V roce 2011 zde žilo 2882 obyvatel. Je centrem arrondissementu Thonon-les-Bains.